# چیوی
چیوی (به اسپانیایی: Chivay) یک منطقهٔ مسکونی در پرو است که در Chivay District واقع شده‌است. چیوی ۵٬۰۰۰ نفر جمعیت دارد و ۳٬۶۳۵ متر بالاتر از سطح دریا واقع شده‌است.

## نگارخانه

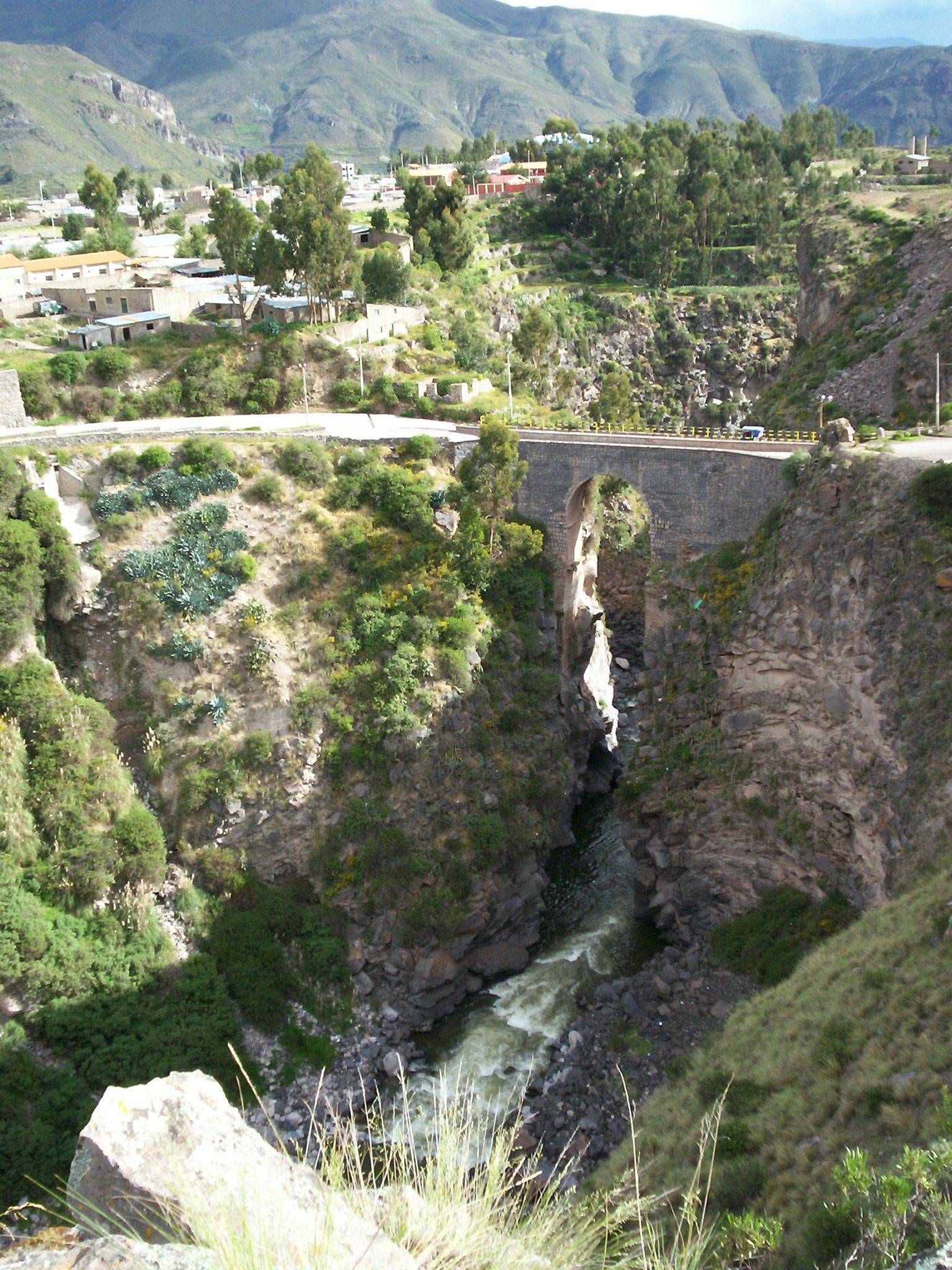
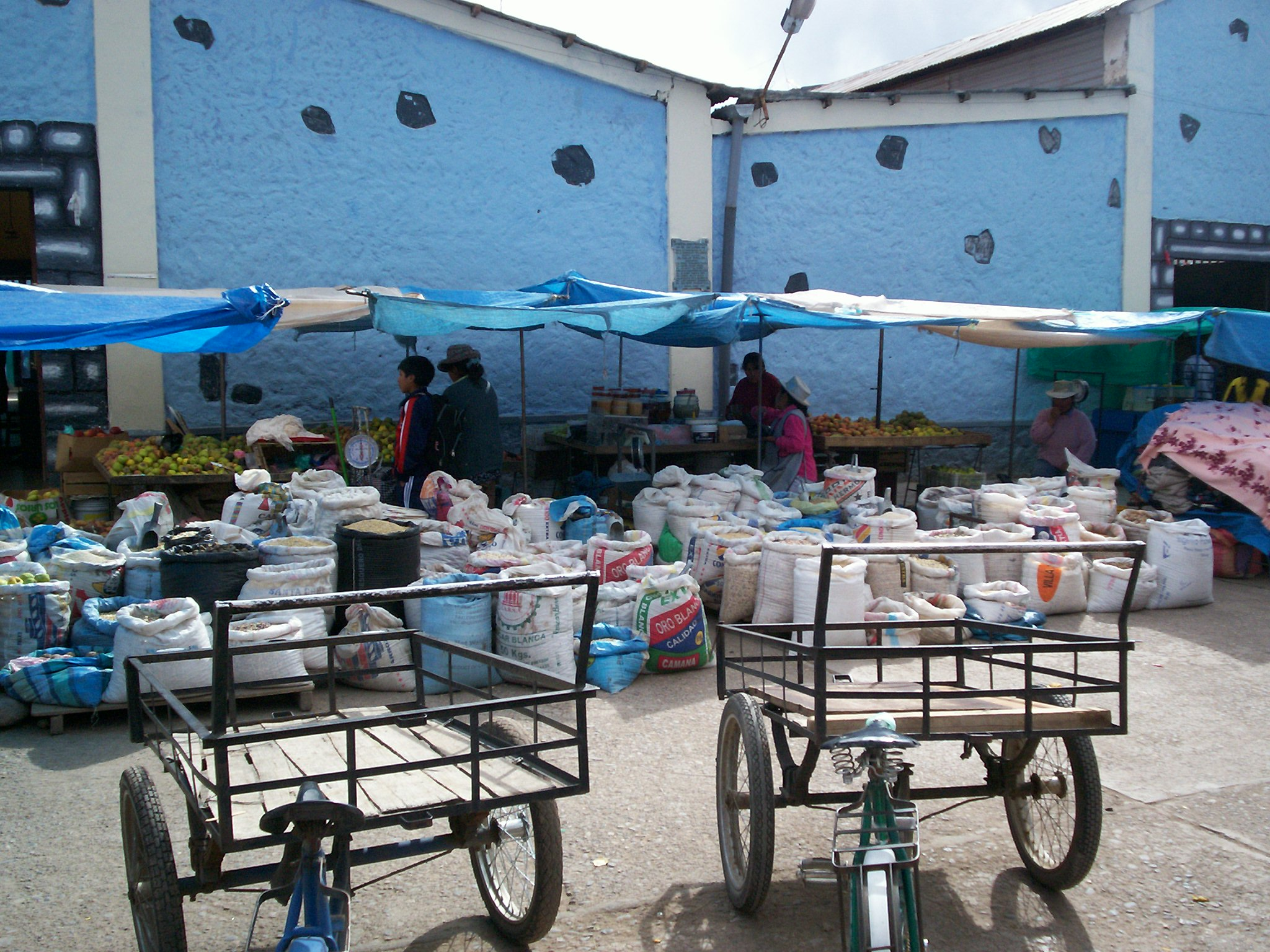
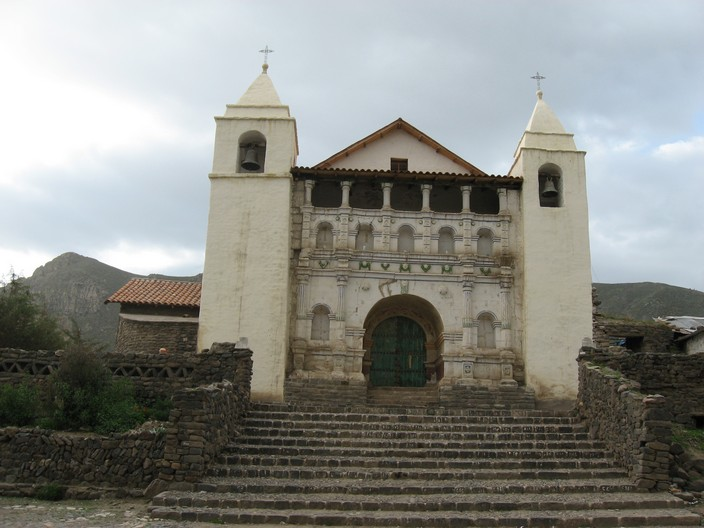